# Поповкин, Владимир Александрович
Влади́мир Алекса́ндрович Попо́вкин (25 сентября 1957, Душанбе — 18 июня 2014, Израиль) — российский военный и государственный деятель, генерал армии (2009), первый заместитель министра обороны России (2010—2011), руководитель Федерального космического агентства (Роскосмос, 2011—2013).

## Военная служба в СССР
С 1975 года — в Советской Армии. Окончил Военный инженерный Краснознамённый институт имени А. Ф. Можайского в Ленинграде в 1979 году. Служил на космодроме Байконур: инженер отделения, начальник отделения, начальник команды на стартовом комплексе № 1 («гагаринский старт»).
В 1986 году окончил Военную академию имени Ф. Э. Дзержинского с отличием. С 1989 года служил в Управлении начальника космических средств Министерства обороны СССР.

## Военная служба в Российской Федерации
С 1991 года служил в Главном оперативном управлении Генерального штаба Вооружённых Сил Российской Федерации: старший оператор, начальник группы, заместитель начальника направления, с 1999 года — начальник направления. Когда в июле 2001 года в Российской Федерации были созданы космические войска, генерал-майор Поповкин был назначен первым начальником штаба нового рода войск. С 10 марта 2004 года — командующий Космическими войсками Российской Федерации. Генерал-полковник (22 февраля 2005 г.).
С 30 июня 2008 года — начальник вооружения Вооружённых Сил Российской Федерации — заместитель министра обороны Российской Федерации. Воинское звание генерал армии присвоено указом президента Российской Федерации Д. А. Медведева 22 февраля 2009 года. Доктор технических наук.

## Гражданская служба
30 марта 2009 года уволен с действительной военной службы в запас и переведён в разряд федеральных государственных служащих с сохранением должности начальника вооружения Вооружённых Сил Российской Федерации — заместителя министра обороны Российской Федерации.
С 30 апреля 2010 года — действительный государственный советник Российской Федерации 2 класса. С 19 марта 2013 года — действительный государственный советник Российской Федерации 1 класса.
21 июня 2010 года указом президента Российской Федерации № 767 назначен на должность первого заместителя министра обороны Российской Федерации.
29 апреля 2011 года указом президента Российской Федерации освобождён от должности первого заместителя министра обороны Российской Федерации и распоряжением Правительства Российской Федерации назначен на должность руководителя Федерального космического агентства (Роскосмос).
10 октября 2013 года распоряжением председателя Правительства Российской Федерации Дмитрия Медведева освобождён от должности руководителя Федерального космического агентства Российской Федерации.

## Происшествия
Утром 7 марта 2012 года Владимир Поповкин был помещён в нейрохирургическое отделение госпиталя имени Бурденко в состоянии средней тяжести.
По официальному сообщению представителя пресс-службы Роскосмоса агентству РИА Новости, причиной госпитализации явилось

… длительное физическое и эмоциональное напряжение, вызванное, в том числе, частыми служебными командировками со сменами часовых поясов и нарушением обычного ритма работы, подготовкой и проведением ряда мероприятий…

Среди возможных причин заболевания называлась также подготовка и проведение Поповкиным итоговой коллегии Роскосмоса за 2011 год, которая состоялась 6 марта (накануне госпитализации).
20 марта 2012 года, вернувшись к исполнению служебных обязанностей, Поповкин решительно опроверг излагавшиеся в некоторых СМИ версии причин его госпитализации:

Тот бред, что публиковался в интернете, не соответствует действительности даже на полпроцента… Тот информационный фон, который создавался в первые дни моей болезни, позволил мне понять, что некоторым руководителям предприятий Роскосмоса есть что терять в результате проводимых в отрасли реформ. И если большинство понимает, что перемены назрели и они необходимы, то отдельные руководители свою выживаемость ставят выше интересов отрасли и престижа российской космонавтики. Хочу сказать, что порядок в отрасли будет наведён и финансовые потоки станут прозрачными и открытыми.

## Конфликты
21 марта 2012 года в сети Интернет появилось открытое письмо заместителя генерального директора ОАО «Российские космические системы» (предприятие-разработчик навигационной системы ГЛОНАСС) И. И. Голуба, в котором он призывает Поповкина уйти в отставку:

 Однако с Вашим приходом в нашу отрасль начались события, которые невозможно ни понять, ни принять. Ваш правовой нигилизм показывает, что руководитель высокого ранга может безнаказанно позволить себе всё, что ранее нам казалось немыслимым. Свою деятельность в отрасли Вы начали с того, что приказали снизить в два раза должностные оклады директорам предприятий в отрасли. Причем похвалялись этим решением в прессе, показав всем, что Трудовой кодекс Российской Федерации (в частности, статью 72) Вы можете игнорировать. Одновременно в подведомственной Роскосмосу организации — ЦЭНКИ Вы создали руководимую господином Вагановым Н. И. структуру, без визы которой не подписывается ни один акт сдачи-приёмки выполненных работ, хотя формально в регламенте Роскосмоса о ней нет ни слова. Вами создана бесконтрольная, с точки зрения закона о госслужбе, группа лиц, получивших неограниченные полномочия. Придуманные ими дополнительные проверки цен по государственным контрактам, заключённым по результатам конкурса, и их требования о возврате части средств, ничего общего с законодательством о торгах не имеют. В завершение всего, меня лично шокировало сообщение о пьяной драке, которая состоялась с Вашим личным участием 6 марта… Конечно, пользуясь своим положением, Вы можете продолжить удивлять нас, но, может быть, Вы тихо уйдёте. Стыдно ведь… нам.
В пресс-службе Роскосмоса заявили, что считают открытое письмо попыткой ОАО «Российские космические системы» оправдаться в ответ на обвинения, прозвучавшие ранее в интервью Поповкина газете «Известия». А по результатам проверки финансовой деятельности РКС Иван Голуб был уволен.
В Роскосмосе опровергли информацию о том, что глава космического агентства Владимир Поповкин получил травму головы в драке, о чём пишет в своём открытом письме главе агентства один из руководителей ОАО «Российские космические системы» Иван Голуб. «Автору открытого письма известно, что никакой драки, которую он упоминает, не было», — заявил «Интерфаксу» представитель пресс-службы Роскосмоса.
По мнению обозревателя журнала «Коммерсант-Деньги», интернет-публикации об участии Поповкина в пьяной драке, а также пародия на Поповкина, вышедшая в телепередаче «Большая разница» (Первый канал) 10 марта 2012 года, являются звеньями кампании по дискредитации чиновника, организованной теми кругами в Роскосмосе, чьи финансовые и властные интересы были затронуты в ходе проводимой Поповкиным реформы ведомства.
Национальное космическое агентство Казахстана было крайне недовольно Поповкиным в отношении сотрудничества по космодрому «Байконур».

## Смерть
18 июня 2014 года Владимир Поповкин скончался в Израиле в Медицинском центре имени Ицхака Рабина города Петах-Тиква, где лечился от онкологического заболевания.
Похоронен в Москве на Троекуровском кладбище.

## Награды и почётные звания
- Орден «За заслуги перед Отечеством» III степени[17]
- Орден «За заслуги перед Отечеством» IV степени
- Орден «За военные заслуги»
- Орден Почёта
- Медаль ордена «За заслуги перед Отечеством» II степени (21 февраля 1996 года) — за большой вклад в успешное завершение первого этапа российско-американского сотрудничества в области пилотируемых космических полетов по программе «Мир-Шаттл»[18]
- Действительный член Российской академии космонавтики имени К. Э. Циолковского
- Член-корреспондент Российской академии ракетно-артиллерийских наук
- Премия Правительства Российской Федерации в области науки и техники (2005)

## Наказания
2 августа 2013 премьер-министр Дмитрий Медведев по результатам работы Госкомиссии по расследованию причин аварий ракеты-носителя «Протон-М» объявил Владимиру Поповкину выговор «за ненадлежащее исполнение должностных обязанностей».

## Семья
Брат — Поповкин Василий Александрович (1960—2005), предприниматель.
Владимир Поповкин был дважды женат. От первого брака — дочь Наталья, от второго — дочь Анна.

## Память
В Военно-космической академии имени А. Ф. Можайского в феврале 2023 года открыта лекционная аудитории имени генерала армии В. А. Поповкина.